# Jaume Boix i Pujol
Jaume Boix i Pujol (Mollet del Vallès, Vallès Oriental, 13 de juliol de 1930) és un pianista i compositor de sardanes amb una trentena d'obres publicades.
Als 14 anys va començar a estudiar música amb mestres locals, per completar-los al Conservatori Municipal de Música de Barcelona; posteriorment aprofundí en l'estudi de l'harmonia i el contrapunt amb Antoni Suñé i Font, i el piano amb Eusebi López Sert. El 1985, estudià instrumentació amb Fèlix Martínez Comín. A partir dels anys 80, animat per Vicenç Coromines, va començar a escriure música per a Cobla. Entre les seves obres publicades cal destacar “El Mil·lenari de Mollet”, estrenada el Nadal de 1993 amb motiu de les festes del Mil·lenari, amb lletra del poeta molletà Joan Aligué, els cors “Amor etern al Mar” i “Dia de Neu”, i el quintet per a corda “Recordança”.
El 2002 l'ajuntament de Mollet del Vallès li va atorgar la distinció cívica de Mollet. El 2015 va rebre el premi "Morat i Torrent" d'honor.

## Obres
La major part de les seves obres han estat estrenades a la seva ciutat, Mollet del Vallès. Amb tot, a Cabestany s'han estrenat "Que n'és de bonica" (2014) i "Cabestany aimat" (2008), i a Sant Cugat del Vallès es va estrenar "Cap de Creus" (1996).
Sardanes:
- Sota el Montseny (1986)
- L'aplec de maig(2005)
- El Baix Vallès (2005)
- Bell matí (2005)
- Cabestany aimat (2008)
- Cims del Montseny (2011)
- El mercat de Mollet (2011)
- El mil·lenari de Mollet (1993)
- Proa al vent (1993)
- Sol d'hivern (1995)
- Victòria (2010)
- Cap de creus (1996)

## Discografia
- Dos amics, per la Cobla Miramar, 1992 (Picap D.L.B-13203-92)
- El Mil·lenari de Mollet, per la Cobla Mediterrània, 1996 (Picap D.L.B-23401-96)